# 433 av. J.-C.
Cette page concerne l'année 433 av. J.-C. du calendrier julien proleptique.

## Événements
- Mai/juin : alliance d'Athènes et de Corcyre[1].
- Août : bataille de Sybota[1].
  - Corinthe prépare sa revanche contre Corcyre, qui fait appel à Athènes. Une alliance défensive est conclue, et dix navires athéniens sont envoyés à Corcyre (ils seront suivis par 20 autres). Corinthe et ses alliés (150 navires) sont vainqueurs de la flotte de Corcyre (110 navires) aux îles Sybota, ce qui entraîne l’intervention d’Athènes. Corinthe réussit à sauver sa flotte, mais perdra Céphalonie et Zante, clés du commerce avec l’occident, au profit d’Athènes.

- Automne : Athènes adresse un ultimatum à Potidée, ancienne colonie corinthienne faisant partie de la ligue de Délos[2]. Elle doit raser ses murs, livrer des otages et expulser les magistrats corinthiens. Potidée envoie une ambassade à Athènes pour empêcher, sans succès, son intervention. Elle envoie également une ambassade secrète à Sparte, accompagnée de Corinthiens, qui aurait obtenu la promesse d’une invasion de l’Attique si les Athéniens attaquaient Potidée.
- 4 décembre : à Rome, début du consulat de tribuns consulaires (Trib. Mil. Cons. Pot.) pendant 2 ans et une épidémie[3].

- Tarente fonde Héraclée en Lucanie[4].
- Renouvellement des alliances entre Athènes, Ségeste, Rhêgion et Léontinoi en Grande-Grèce[5].
- Début du règne de Satyros Ier, roi du Bosphore (fin en 389/388 av. J.-C.)[6].

## Décès
- Spartokos Ier, roi du Bosphore.